# Wiliberg
Wiliberg (schweizertyska: Wilibärg) är en ort och kommun i distriktet Zofingen i kantonen Aargau, Schweiz. Kommunen har 166 invånare (2023).